# Regeringen Peter Pellegrini
Regeringen Peter Pellegrini var en regering i Slovakiet ledet af premierminister Peter Pellegrini i perioden 2018-2020. Det var en koalitionsregering med tre partier som havde flertal i Slovakiets parlament.
Regeringen blev dannet 22. marts 2018 efter premierminister Robert Fico var trådt tilbage som følge af de folkelige protester efter mordet på journalist Ján Kuciak og hans forlovede, Martina Kušnírová. Ifølge den slovakiske forfatning træder hele regeringen tilbage, hvis premierministeren træder tilbage. Men regeringens sammensætning var i vid udstrækning den samme som den tidligere regering. Alle parlamentsmedlemmerne for de tre regeringspartier Smer-SD, SNS og Most–Híd støttede den nye regering.
Regeringen blev godkendt af Nationalrådet 26. marts 2018 med stemmerne 81 mod 61, mens var der protestdemonstrationer i Bratislavas gader. Det blev afløst af Igor Matovičs regering efter parlamentsvalget i 2020.

## Sammensætning efter parti
| - Smer – Sociálna demokracia (Smer-FD) | 9 |
| - Slovenská národná strana (SNS)       | 3 |
| - Most–Híd                             | 3 |

## Sammensætning
Der var flere ændringer i forhold til den tidligere regering, der kom efter parlamentsvalget i 2016. Udover nogle ministre, der blev udskiftet, ændrede vicepremierministrenes sammensætning sig også. Peter Pellegrini, der blev premierminister, blev erstattet af Richard Raši, som vicepremierminister for investeringer og digitalisering. Vicepremierminister og indenrigsminister Robert Kaliňák blev for en kort tid erstattet af Tomáš Drucker, som tidligere var sundhedsminister. Han blev aløst af Andrea Kalavská på den position. Drucker trådte imidlertid tilbage efter kun 3 uger. I stedet for at afsætte politichefen fra sit embede, hvilket protesterne krævede, trådte han selv tilbage. Han udtalte, at han ikke kunne føle sig autentisk i en position, der polariserer samfundet. Denisa Saková, tidligere viceindenrigsminister under Kaliňák, blev ny indenrigsminister efter Drucker. Andre ændringer på ministerposterne omfattede Lucia Žitňanská, som ikke ville fortsætte som minister i den nye regering. Hun blev erstattet af Gábor Gál som justitsminister. Den sidste ændring skete på posten som kulturminister. Marek Maďarič trådte tilbage kort efter, at protesterne startede.  Han blev erstattet af Ľubica Laššáková. Det blev også ændret hvilke ministerposter som også fungererede som vicepremierministre. Finansministeren, landbrugsministeren og miljøministeren blev også vicepremiermnistre i steder for indenrigsministeren og justitsministeren. Senere ændringer var at Andrea Kalavská trådte tilbage 17. december 2019  og László Sólymos 28. januar 2020.
| Ministerium                                                              | Minister                      | Politisk parti                  | Startdato         | Slutdato          |
| ------------------------------------------------------------------------ | ----------------------------- | ------------------------------- | ----------------- | ----------------- |
| Premierminister                                                          | Peter Pellegrini              | Smer–SD                         | 22. marts 2018    | 21. marts 2020    |
| Vicepremierminister for investeringer og digitalisering                  | Richard Raši                  | Smer–SD                         | 22. marts 2018    | 21. marts 2020    |
| Vicepremierminister Finansminister                                       | Peter Kažimír                 | Smer–SD                         | 22. marts 2018    | 11. april 2019    |
| Finansminister                                                           | Peter Pellegrini (fungerende) | Smer–SD                         | 11. april 2019    | 7. maj 2019       |
| Finansminister                                                           | Ladislav Kamenický            | Smer–SD                         | 7. maj 2019       | 21. marts 2020    |
| Vicepremierminister Minister for landbrug og udvikling af landdistrikter | Gabriela Matečná              | SNS                             | 22. marts 2018    | 21. marts 2020    |
| Vicepremierminister Miljøminister                                        | László Sólymos                | Most–Híd                        | 22. marts 2018    | 28. januar 2020   |
| Vicepremierminister Miljøminister                                        | Árpád Érsek                   | Most–Híd                        | 28. januar 2020   | 21. marts 2020    |
| Indenrigsminister                                                        | Tomáš Drucker                 | Partiløs (Nomineret af Smer-SD) | 22. marts 2018    | 17. april 2018    |
| Indenrigsminister                                                        | Denisa Saková                 | Smer–SD                         | 26. april 2018    | 21. marts 2020    |
| Justitsminister                                                          | Gábor Gál                     | Most–Híd                        | 22. marts 2018    | 21. marts 2020    |
| Udenrigsminister                                                         | Miroslav Lajčák               | Partiløs (Nomineret af Smer-SD) | 22. marts 2018    | 21. marts 2020    |
| Økonomiminister                                                          | Peter Žiga                    | Smer–SD                         | 22. marts 2018    | 21. marts 2020    |
| Minister for transport, byggeri og regional udvikling                    | Árpád Érsek                   | Most–Híd                        | 22. marts 2018    | 21. marts 2020    |
| Forsvarsminister                                                         | Peter Gajdoš                  | SNS                             | 22. marts 2018    | 21. marts 2020    |
| Arbejds-, social- og familieminister                                     | Ján Richter                   | Smer–SD                         | 22. marts 2018    | 21. marts 2020    |
| Minister for uddannelse, videnskab, forskning og sport                   | Martina Lubyová               | Partiløs (Nomineret af SNS)     | 22. marts 2018    | 21. marts 2020    |
| Kulturminister                                                           | Ľubica Laššáková              | SD                              | 22. marts 2018    | 21. marts 2020    |
| Sundhedsminister                                                         | Andrea Kalavská               | Partiløs (Nomineret af Smer-SD) | 22. marts 2018    | 17. december 2019 |
| Sundhedsminister                                                         | Peter Pellegrini (fungerende) | Smer–SD                         | 17. december 2019 | 21. marts 2020    |